# Bahnstrecke Halle Klaustor–Hettstedt
| Bahnhof Hettstedt |                         |                                                            |                                                            |
| Streckennummer (DB): | 6800                    |                                                            |                                                            |
| Kursbuchstrecke: | 153r (1934)             |                                                            |                                                            |
| Streckenlänge: | 54,4 km                 |                                                            |                                                            |
| Spurweite: | 1435 mm (Normalspur)    |                                                            |                                                            |
| Maximale Neigung: | 25 ‰                    |                                                            |                                                            |
| Minimaler Radius: | 200 m                   |                                                            |                                                            |
| Streckengeschwindigkeit: | 40 km/h, teilw. 30 km/h |                                                            |                                                            |
| |                         |                                                            |                                                            |
| \| \| 0,0 \| Halle (Saale) Klaustor \| Halle (Saale) Klaustor \| \| \| \| von Hafenbahn Halle \| \| \| \| 0,1 \| Elisabeth-Saale \| Elisabeth-Saale \| \| \| 0,4 \| Wilde Saale \| Wilde Saale \| \| \| 1,2 \| Saaleaue \| Saaleaue \| \| \| \| \| \| \| \| 1,4 \| Pfännerschaftl. Werkpl. Kohlebahn (900 mm) \| Pfännerschaftl. Werkpl. Kohlebahn (900 mm) \| \| \| \| \| \| \| \| 1,8 \| Saale-Flutbrücke \| Saale-Flutbrücke \| \| \| \| \| \| \| \| \| von Merseburg \| \| \| \| \| \| \| \| \| 3,6 \| Halle-Nietleben früher Halle (Saale) West, davor Nietleben \| Halle-Nietleben früher Halle (Saale) West, davor Nietleben \| \| \| \| vom Zementwerk Nietleben \| \| \| \| \| von der Heeres- u. Luftwaffenschule \| \| \| \| 5,8 \| Halle (Saale) Heidebf früher Dölauer Heide \| Halle (Saale) Heidebf früher Dölauer Heide \| \| \| \| Dölau Güterbahnhof \| \| \| \| 7,1 \| Halle-Dölau früher Dölau (Saalkr) \| Halle-Dölau früher Dölau (Saalkr) \| \| \| 8,0 \| Lieskau (Saalkr) \| Lieskau (Saalkr) \| \| \| 11,2 \| Salzmünde Süd früher Cöllme \| Salzmünde Süd früher Cöllme \| \| \| \| Salza \| \| \| \| \| Salzmünde–Teutschenthal \| \| \| \| 15,3 \| Fienstedt \| Fienstedt \| \| \| 17,0 \| Schochwitz früher Gorsleben (Mansf Seekr) \| Schochwitz früher Gorsleben (Mansf Seekr) \| \| \| 19,2 \| Beesenstedt Ost früher Naundorf (Mansf Seekr) \| Beesenstedt Ost früher Naundorf (Mansf Seekr) \| \| \| \| von Kaliwerke Johannashall \| \| \| \| 20,7 \| Beesenstedt \| Beesenstedt \| \| \| 22,2 \| Schwittersdorf \| Schwittersdorf \| \| \| 24,1 \| Rottelsdorf \| Rottelsdorf \| \| \| 26,1 \| Burgsdorf (Mansf Seekr) \| Burgsdorf (Mansf Seekr) \| \| \| \| Schlenze \| \| \| \| 30,2 \| Polleben \| Polleben \| \| \| \| Schlenze (2×) \| \| \| \| \| \| \| \| \| 32,9 \| Heiligenthal früher Helmsdorf (Mansf Seekr) \| Heiligenthal früher Helmsdorf (Mansf Seekr) \| \| \| \| \| \| \| \| \| \| \| \| \| \| von Zuckerfabrik, Gut und Brennerei Helmsdorf \| \| \| \| \| \| \| \| \| \| L 171 Gerbstedt–Polleben \| \| \| \| \| von Friedeburg \| \| \| \| 36,1 \| Gerbstedt \| Gerbstedt \| \| \| \| Feldweg („Krätzelweg“) \| \| \| \| 40,2 \| Welfesholz \| Welfesholz \| \| \| \| L 72 Siersleben–Sandersleben \| \| \| \| \| von Blankenheim (Kanonenbahn) \| \| \| \| 44,6 \| Hettstedt \| Hettstedt \| \| \| \| nach Berlin (Kanonenbahn) \| \| |                         |                                                            |                                                            |
| Kopfbahnhof Streckenanfang (Strecke außer Betrieb) | 0,0                     | Halle (Saale) Klaustor                                     | Halle (Saale) Klaustor                                     |
| Abzweig geradeaus und von links (Strecke außer Betrieb) |                         | von Hafenbahn Halle                                        | von Hafenbahn Halle                                        |
| Brücke über Wasserlauf (Strecke außer Betrieb) | 0,1                     | Elisabeth-Saale                                            | Elisabeth-Saale                                            |
| Brücke über Wasserlauf (Strecke außer Betrieb) | 0,4                     | Wilde Saale                                                | Wilde Saale                                                |
| Brücke (Strecke außer Betrieb) | 1,2                     | Saaleaue                                                   | Saaleaue                                                   |
| |                         |                                                            |                                                            |
| Dienststation / Betriebs- oder Güterbahnhof (Strecke außer Betrieb) | 1,4                     | Pfännerschaftl. Werkpl. Kohlebahn (900 mm)                 | Pfännerschaftl. Werkpl. Kohlebahn (900 mm)                 |
| |                         |                                                            |                                                            |
| Brücke (Strecke außer Betrieb) | 1,8                     | Saale-Flutbrücke                                           | Saale-Flutbrücke                                           |
| |                         |                                                            |                                                            |
| Abzweig ehemals geradeaus und von links |                         | von Merseburg                                              | von Merseburg                                              |
| |                         |                                                            |                                                            |
| Kopfbahnhof Strecke ab hier außer Betrieb | 3,6                     | Halle-Nietleben früher Halle (Saale) West, davor Nietleben | Halle-Nietleben früher Halle (Saale) West, davor Nietleben |
| Abzweig geradeaus und von links (Strecke außer Betrieb) |                         | vom Zementwerk Nietleben                                   | vom Zementwerk Nietleben                                   |
| Abzweig geradeaus und von rechts (Strecke außer Betrieb) |                         | von der Heeres- u. Luftwaffenschule                        | von der Heeres- u. Luftwaffenschule                        |
| Haltepunkt / Haltestelle Strecke bis hier außer Betrieb | 5,8                     | Halle (Saale) Heidebf früher Dölauer Heide                 | Halle (Saale) Heidebf früher Dölauer Heide                 |
| Betriebs-/Güterbahnhof Streckenanfang und quer (Strecke außer Betrieb) · Abzweig geradeaus und ehemals von rechts |                         | Dölau Güterbahnhof                                         | Dölau Güterbahnhof                                         |
| Kopfbahnhof Strecke ab hier außer Betrieb | 7,1                     | Halle-Dölau früher Dölau (Saalkr)                          | Halle-Dölau früher Dölau (Saalkr)                          |
| Bahnhof (Strecke außer Betrieb) | 8,0                     | Lieskau (Saalkr)                                           | Lieskau (Saalkr)                                           |
| Bahnhof (Strecke außer Betrieb) | 11,2                    | Salzmünde Süd früher Cöllme                                | Salzmünde Süd früher Cöllme                                |
| Brücke über Wasserlauf (Strecke außer Betrieb) |                         | Salza                                                      | Salza                                                      |
| Kreuzung geradeaus oben (Strecken außer Betrieb) |                         | Salzmünde–Teutschenthal                                    | Salzmünde–Teutschenthal                                    |
| Bahnhof (Strecke außer Betrieb) | 15,3                    | Fienstedt                                                  | Fienstedt                                                  |
| Bahnhof (Strecke außer Betrieb) | 17,0                    | Schochwitz früher Gorsleben (Mansf Seekr)                  | Schochwitz früher Gorsleben (Mansf Seekr)                  |
| Bahnhof (Strecke außer Betrieb) | 19,2                    | Beesenstedt Ost früher Naundorf (Mansf Seekr)              | Beesenstedt Ost früher Naundorf (Mansf Seekr)              |
| Abzweig geradeaus und von rechts (Strecke außer Betrieb) |                         | von Kaliwerke Johannashall                                 | von Kaliwerke Johannashall                                 |
| Bahnhof (Strecke außer Betrieb) | 20,7                    | Beesenstedt                                                | Beesenstedt                                                |
| Bahnhof (Strecke außer Betrieb) | 22,2                    | Schwittersdorf                                             | Schwittersdorf                                             |
| Bahnhof (Strecke außer Betrieb) | 24,1                    | Rottelsdorf                                                | Rottelsdorf                                                |
| Bahnhof (Strecke außer Betrieb) | 26,1                    | Burgsdorf (Mansf Seekr)                                    | Burgsdorf (Mansf Seekr)                                    |
| Brücke über Wasserlauf (Strecke außer Betrieb) |                         | Schlenze                                                   | Schlenze                                                   |
| Bahnhof (Strecke außer Betrieb) | 30,2                    | Polleben                                                   | Polleben                                                   |
| Brücke über Wasserlauf (Strecke außer Betrieb) |                         | Schlenze (2×)                                              | Schlenze (2×)                                              |
| |                         |                                                            |                                                            |
| Bahnhof (Strecke außer Betrieb) | 32,9                    | Heiligenthal früher Helmsdorf (Mansf Seekr)                | Heiligenthal früher Helmsdorf (Mansf Seekr)                |
| |                         |                                                            |                                                            |
| |                         |                                                            |                                                            |
| Abzweig geradeaus und von rechts (Strecke außer Betrieb) |                         | von Zuckerfabrik, Gut und Brennerei Helmsdorf              | von Zuckerfabrik, Gut und Brennerei Helmsdorf              |
| |                         |                                                            |                                                            |
| Brücke (Strecke außer Betrieb) |                         | L 171 Gerbstedt–Polleben                                   | L 171 Gerbstedt–Polleben                                   |
| Abzweig geradeaus und von rechts (Strecke außer Betrieb) |                         | von Friedeburg                                             | von Friedeburg                                             |
| Bahnhof (Strecke außer Betrieb) | 36,1                    | Gerbstedt                                                  | Gerbstedt                                                  |
| Bahnübergang (Strecke außer Betrieb) |                         | Feldweg („Krätzelweg“)                                     | Feldweg („Krätzelweg“)                                     |
| Haltepunkt / Haltestelle (Strecke außer Betrieb) | 40,2                    | Welfesholz                                                 | Welfesholz                                                 |
| Bahnübergang (Strecke außer Betrieb) |                         | L 72 Siersleben–Sandersleben                               | L 72 Siersleben–Sandersleben                               |
| Abzweig ehemals geradeaus und von links |                         | von Blankenheim (Kanonenbahn)                              | von Blankenheim (Kanonenbahn)                              |
| Bahnhof | 44,6                    | Hettstedt                                                  | Hettstedt                                                  |
| Strecke |                         | nach Berlin (Kanonenbahn)                                  | nach Berlin (Kanonenbahn)                                  |

Die Bahnstrecke Halle Klaustor–Hettstedt war eine eingleisige, nicht elektrifizierte Eisenbahnstrecke in Sachsen-Anhalt. Die als Kleinbahn konzessierte Bahnstrecke wurde von der Halle-Hettstedter Eisenbahn-Gesellschaft (HHE) erbaut, die bis zu ihrer Verstaatlichung 1945/49 auch den Betrieb durchführte.

## Geschichte
Am 30. Mai 1896 begann offiziell der Personenverkehr auf der rund 45 Kilometer langen Strecke vom Bahnhof Klaustor im Westen der Stadt Halle über Salzmünde Süd, wo keine Gleisverbindung zur Staatsbahn Teutschenthal–Salzmünde bestand, und Gerbstedt nach Hettstedt im Mansfelder Land. Ab dem 1. August 1896 verkehrten hier auch Güterzüge. Von Halle Klaustor bestand eine Gleisverbindung zur Hafenbahn Halle. Personen mussten zur Innenstadt allerdings die Straßenbahn benutzen oder zu Fuß gehen.
Eine Zweigbahn führte ab 2. Oktober 1899 von Gerbstedt Richtung Friedeburg. 1922 wurde in Nietleben eine Hauptwerkstatt eingerichtet.

### Stilllegung
Die Strecke wurde in einem Zeitraum von mehr als dreißig Jahren abschnittsweise stillgelegt. Der Personenverkehr zwischen Halle und Heiligenthal wurde am 11. März 1968 eingestellt. Fast dreißig Jahre lang fuhren noch Züge von Hettstedt bis Heiligenthal; dann war ab 23. Mai 1998 bereits in Gerbstedt Endstation. Das Reststück behielt noch bis zum 23. September 2002 Personenverkehr, der zuletzt von Fahrzeugen der Kreisbahn Mansfelder Land GmbH bedient wurde.

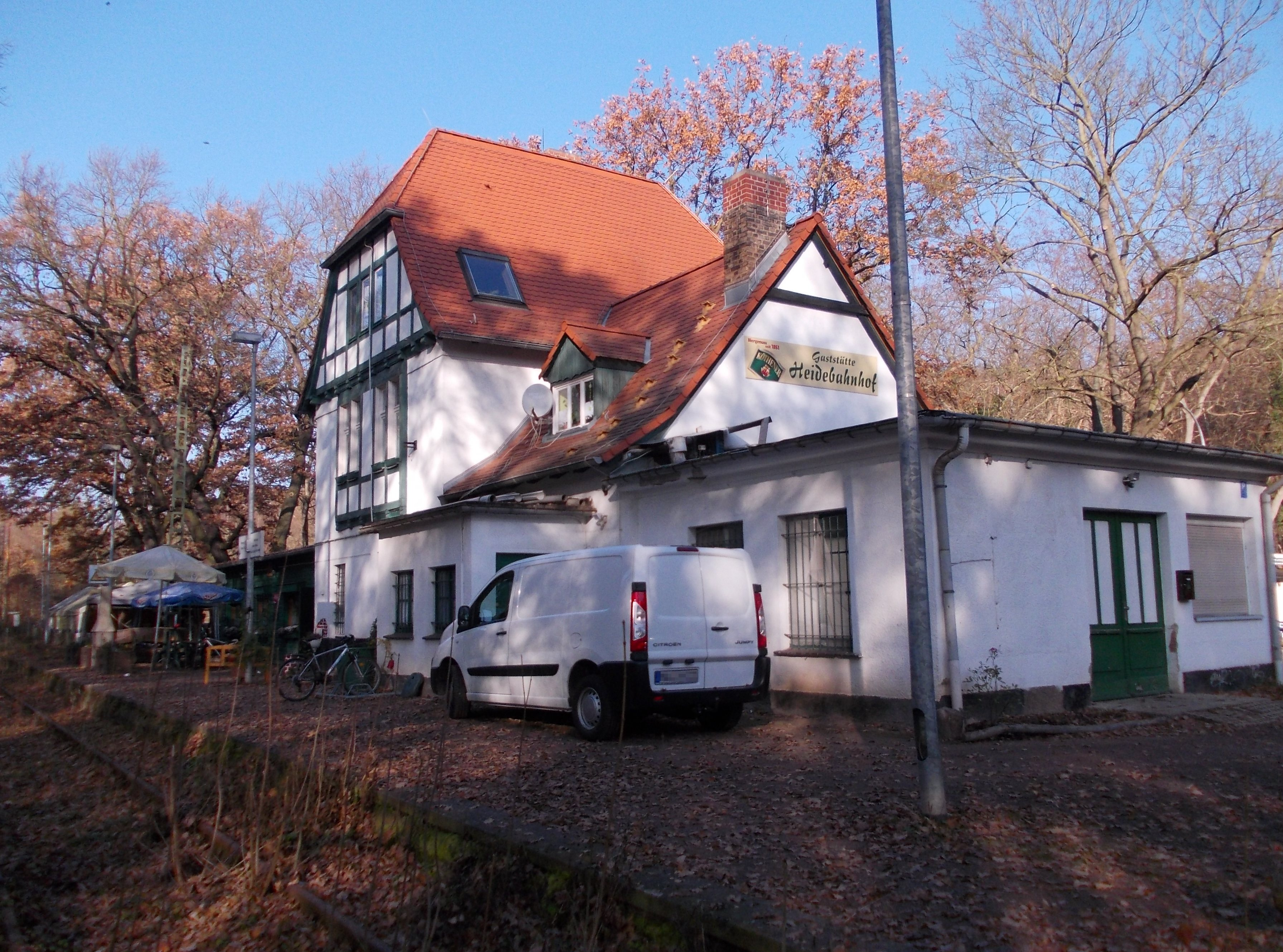
Heidebahnhof (2012)

Der Güterverkehr zwischen Halle Klaustor und Nietleben endete am 28. September 1968, weil die Trasse dem Bau der Trabantenstadt Halle-Neustadt hinderlich war. Die Strecke nach Hettstedt wurde von Merseburg über Holleben angeschlossen. Doch schon als das Mittelstück Schochwitz–Heiligenthal im Frühjahr 1968 aufgegeben wurde, war ein durchgehender Verkehr unmöglich geworden.
Die Strecke Hettstedt–Heiligenthal verblieb trotz in der DDR fehlender direkter Gleisverbindung bei der Reichsbahndirektion Halle, was zu einem erheblichen verwaltungs- und verkehrstechnischen Aufwand führte.
Die Trasse zwischen Nietleben und Dölau diente ab 26. Oktober 1971 der neuen S-Bahn, Personenverkehr zwischen Dölau und Schochwitz fand nicht mehr statt. Seit dem 1. August 2002 fährt die S-Bahn nur noch bis Halle-Nietleben, dem früheren Bahnhof Halle (S) West. Der Abschnitt zwischen Halle-Nietleben und Dölau wird nicht mehr betrieben.
Der Güterverkehr von Halle nach Schochwitz wurde bis zum 1. Juni 1991 bedient, auf dem verbliebenen Teilstück Hettstedt–Heiligenthal bis 1994.

### Pläne zur Wiederinbetriebnahme
Der Verein Freunde der Halle-Hettstedter Eisenbahn e. V. hat es sich zur Aufgabe gemacht, die HHE wiederzubeleben. Einstige Teilabschnitte sollen als historische Eisenbahnstrecke wieder in Betrieb genommen werden. Erste Arbeitsschritte wurden im Bereich zwischen Halle-Nietleben und Halle-Dölau und im Bahnhof Gerbstedt unternommen. Die geplante Reaktivierung dieser Teilstrecke steht jedoch im Widerspruch zum Vorhaben der Stadt Halle (Saale), nach Entfernung der alten Gleisanlagen einen Fuß- und Radweg zwischen den Stadtteilen anzulegen.
Die Deutsche Regionaleisenbahn erhielt 2008 eine bis 2058 gültige Betriebsgenehmigung für den Abschnitt Halle-Nietleben–Hettstedt. Zur Betriebsaufnahme ist es jedoch bislang nicht gekommen.
Am 28. April 2017 wurde der Abschnitt zwischen Halle Heidebahnhof und Halle-Dölau nach Aufarbeitung wieder in Betrieb genommen.